# 버진 EMI 레코드
버진 EMI 레코드는 2013년에 설립된 영국의 음반사로, 유니버설 뮤직 그룹이 소유하고 있었다. 2020년 6월, 이 레이블은 EMI 레코드로 리브랜딩되었으며, 새로운 EMI 레코드의 임프린트로 버진 레코드를 운영하고 있다.

## 역사
버진 EMI 레코드는 2013년 3월, 머큐리 레코드 UK와 버진 레코드가 합병되면서 설립되었다. 이 레이블은 버진(Virgin)과 EMI 레코드라는 두 개의 독립적인 A&R 및 마케팅 부문을 운영했다. 버진 EMI는 폴리도르 레코드, 아일랜드 레코드, 데카 레코드, 새로 설립된 캐피톨 레코드 UK와 함께 유니버설 뮤직 UK의 주력 레이블 중 하나가 되었다. 기존에 영국에서 인터내셔널 아일랜드와 데프 잼 아티스트를 발매하던 머큐리 레코드 UK는, 리퍼블릭 레코드 아티스트를 발매하던 유니버설 아일랜드와 함께 버진 EMI의 임프린트로 운영되게 되었다. 새로운 레이블은 영국에서 데프 잼과 아일랜드 US의 인터내셔널 아티스트 명단, 그리고 버진 레코드 아메리카 아티스트들의 발매 레이블로 머큐리와 버진을 대체하게 된다.
2020년 6월 16일, 유니버설은 버진 EMI 레코드를 EMI 레코드로 리브랜딩하고, UMG의 데카 레이블 사장이었던 레베카 앨런을 신임 사장으로 임명했으며, 버진 레코드를 EMI 레코드의 임프린트로 계속 운영하게 되었다.